# Filippo Dozzi
Filippo Dozzi a fost întemeietorul fabricii de salamuri din Sinaia, cea care a produs pentru prima dată, în jurul anului 1910, salamul de Sibiu. S-a născut în Italia, la Frisanco-Udine, de unde a emigrat în România stabilindu-se în Poiana Țapului în anul 1895. Fiind de profesie pietrar, a lucrat inițial la cariera de piatră de la Piatra Arsă apoi a întemeiat „Întreprinderea Individuală Filippo Dozzi”, firmă care a funcționat până în anul 1954 când a fost naționalizată. Firma își continuă activitatea și în prezent, fiind denumită Salsi S.A.